# Хакеборн
Хакеборн (нем. Hakeborn) — община в Германии, районный центр, расположен в земле Саксония-Анхальт. 
Входит в состав района Зальцланд. Подчиняется управлению Эгельнер Мульде.  Население составляет 805 человек (на 31 декабря 2006 года). Занимает площадь 11,45 км².